# Danu (Hinduismus)
Danu (Sanskrit दनु danu f.) ist eine vedische Göttin und gilt in der hinduistischen Mythologie als die Mutter der dämonischen Danavas.
Im Rigveda ist Danu auch die Mutter des Schlangendämons Vritra, der von Indra, einem der höchsten vedischen Götter, bekämpft wird. In der nachvedischen Zeit gilt sie als Tochter von Daksha und ist eine der zwölf Frauen des Weisen Kashyapa, durch den sie die Mutter der Danavas wird. Deren Haupt ist Viprachitti, der Vater von Rahu.